# Schmalblättrige Berberitze

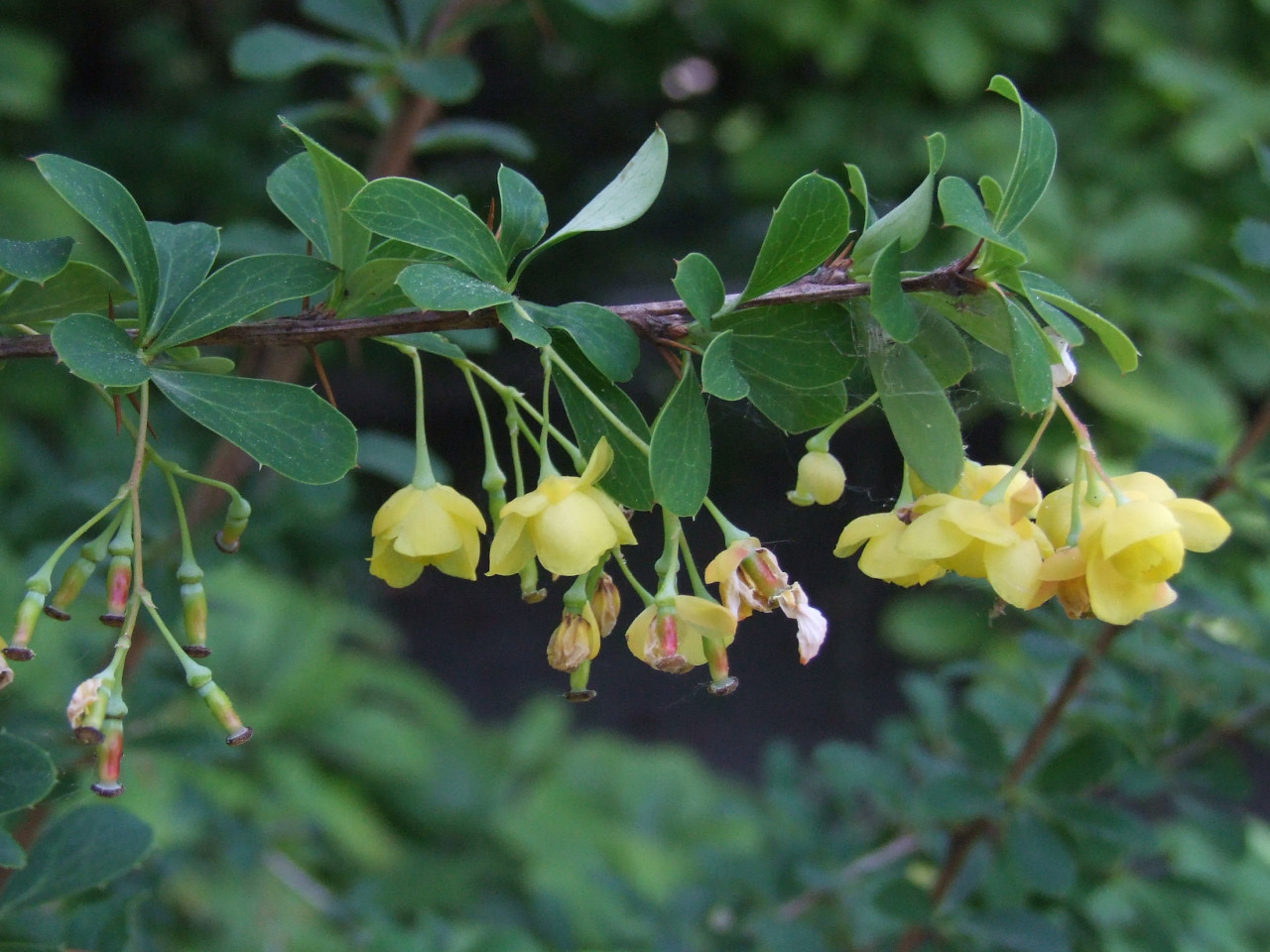
Schmalblättrige Berberitze

Die Schmalblättrige Berberitze (Berberis × stenophylla) (auch als Dotter-Berberitze bezeichnet) ist eine Pflanzenart aus der Gattung der Berberitzen (Berberis). Sie ist eine Hybride aus Darwins Berberitze (Berberis darwinii) und der Krähenbeerblättrigen Berberitze (Berberis empetrifolia). Sie wurde 1864 von John Lindley in The Gardeners' Chronicle beschrieben. Die Art-Bezeichnung bezieht sich auf die Form der Blätter ("schmalblättrig"). Die englische Bezeichnung für diese Art ist Rosemary Barberry.

## Beschreibung
Die immergrüne Pflanze kann bis zu einem mittelgroßen Strauch heranwachsen. Die Rinde der Zweige ist rotbraun gefärbt, die Zweige sind bogig überhängend. Die dunkelgrünen Laubblätter sind schmal-lanzettlich, ganzrandig, stachelspitzig, manchmal gezähnt, bis 2,5 Zentimeter lang; die Blattränder sind zur Unterseite umgebogen, wodurch die Blattunterseite nur als weißlicher Streifen sichtbar ist. Die Blattdornen sind meist dreiteilig und weniger als 1 Zentimeter lang. Die goldgelben Blüten stehen zu zweit bis zu sechst in Doldentrauben oder Büscheln und bedecken im Frühjahr dicht die Äste. Die rundlichen Früchte sind blauschwarz und bereift.

## Verwendung
Die Schmalblättrige Berberitze ist als Zuchtform entstanden und seit etwa 1860 in Kultur.

## Zuchtformen
Es sind mehrere Sorten bekannt:
- 'Claret Cascade' bietet leuchtend orange-farbene Blüten und purpurfarbig panaschierte Blätter.
- 'Corallina Compacta' (Syn. B. irwinii 'Corallina Compacta') ist ein Zwergstrauch mit korallenroten Blütenknospen und gelben Blüten. Sie wird seit 1930 kultiviert.
- 'Crawley Gem' besitzt orangefarbene Blüten, seit 1930 in Kultur.
- 'Cream Showers' besitzt cremeweiße Blüten
- 'Irwinii' (Syn. Berberis irwinii) ist in Wuchs und Blattform Berberis darwinii sehr ähnlich; die Blätter weisen im oberen Drittel einige Zähne auf, die Blüten sind intensiv gelb; sie wird seit 1903 kultiviert.